# Подгоряни
Подгоряни, още Подгорени или Подохор (на гръцки: Ποδοχώρι, Подохори, катаревуса Ποδοχώριον, Подохорион, до 1926 година Ποδογόριανη, Подогоряни), е село в Егейска Македония, Гърция, част от дем Кушница, област Източна Македония и Тракия.

## География
Селото е разположено на 320 m надморска височина в южните склонове на планината Кушница (Пангео), югозападно от Правища. В селото има запазени два каменни моста - Лазидевият и Горгиевият.

## История

### Етимология
Според Йордан Н. Иванов името е жителско име от местното име *Подгорье. Сравними са селищните имена Подгоряни в Албания, Малешевско, Епир и много общославянски от типа на Подгорица.

### В Османската империя
В края на XIX век Подгоряни е турско-гръцко село в Правищка каза на Османската империя. Запазеният Подгорянски хамам в 1997 година е обявен за паметник на културата. Църквата „Свети Георги“ е от 1847 година. Александър Синве („Les Grecs de l’Empire Ottoman. Etude Statistique et Ethnographique“), който се основава на гръцки данни, в 1878 година пише, че в Подогори (Podogori) живеят 600 гърци. В 1889 година Стефан Веркович („Топографическо-этнографическій очеркъ Македоніи“) пише за Подгоряни:
| „ | Будохор, християнско село: 1 църква, 1 училище. Жителите са гърци. От града е на 1 час разстояние. | “ |

Към 1900 година според статистиката на Васил Кънчов („Македония. Етнография и статистика“) в Подохоръ (Будохоръ) живеят 200 турци и 450 гърци.

### В Гърция
В 1913 година селото попада в Гърция след Междусъюзническата война в 1913 година. През 20-те години турското му население се изселва по споразумението за обмен на население между Гърция и Турция след Лозанския мир и на негово място са заселени 432 гърци бежанци от Турция. В 1928 година селото е местно-бежанско със 115 семейства с 390 души.
След Втората световна война в селото са заселени 60 каракачански семейства.
Населението традиционно отглежда тютюн и жито, а каракачаните в него се занимават със скотовъдство.
| Име        | Име          | Ново име    | Ново име    | Описание                    |
| ---------- | ------------ | ----------- | ----------- | --------------------------- |
| Чинар дере | Τσινὰρ Ντερὲ | Платанорема | Πλατανόρεμα | река ЮЗ от Подгоряни        |
| Барес      | Μπάρες       | Клисура     | Κλεισούρα   | местност, ЮЗ от Подгоряни   |
| Ментешели  | Μεντεσελῆ    | Спилия      | Σπηλιὰ      | бивше село, ЮЗ от Подгоряни |
| Кавакия    | Καβάκια      | Левки       | Λεύκη       | местност, Ю от Подгоряни    |

| Година    | 1913 | 1920 | 1928 | 1940 | 1951 | 1961 | 1971 | 1981 | 1991 | 2001 | 2011 | 2021 |
| --------- | ---- | ---- | ---- | ---- | ---- | ---- | ---- | ---- | ---- | ---- | ---- | ---- |
| Население | 1035 | 538  | 1066 | 1336 | 1062 | 1128 | 835  | 725  | 702  | 665  | 608  | 571  |